# Artur Gevorgyan

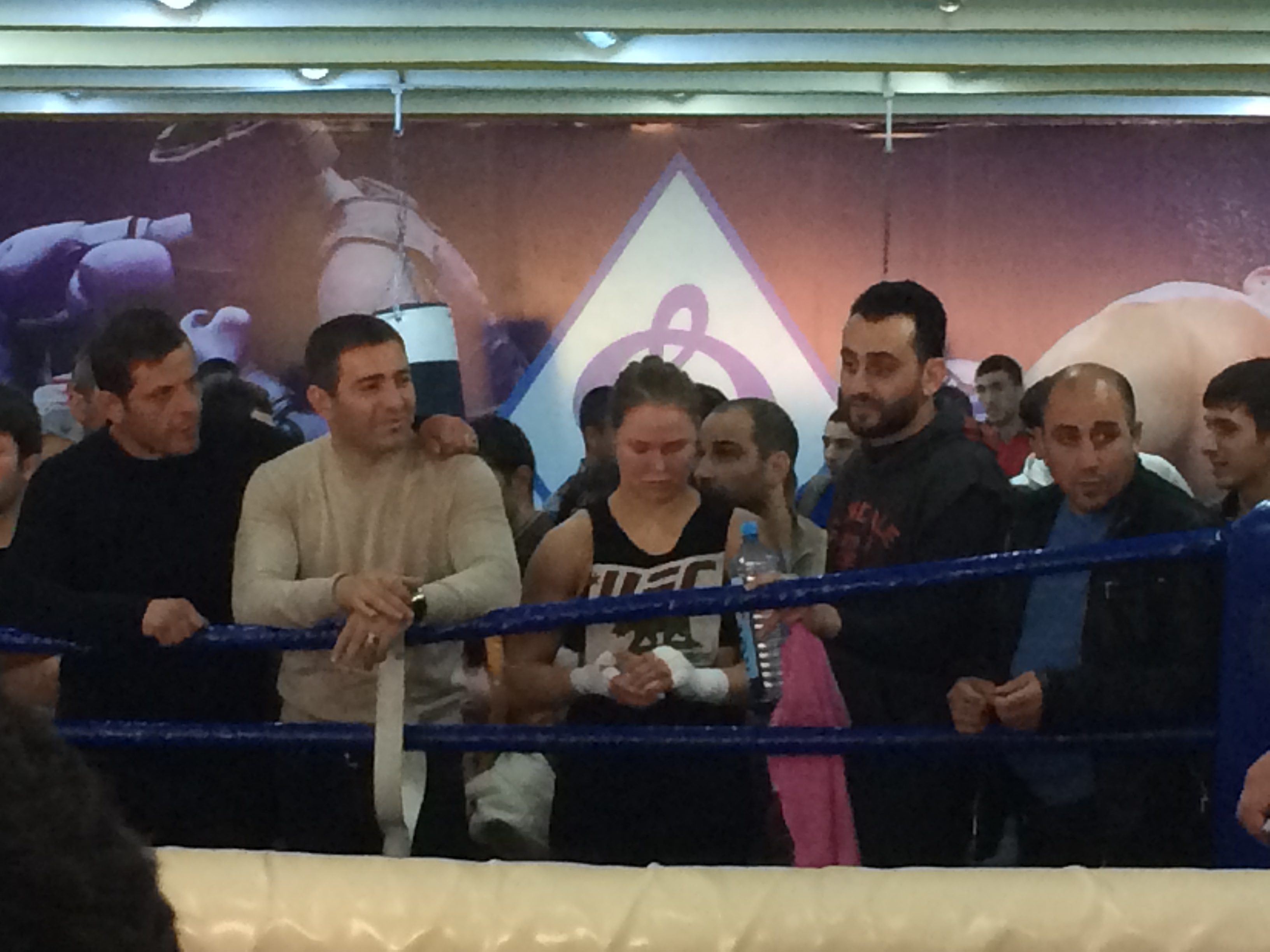
Gevorgyan (segunda à esquerda) e Ronda Rousey em Yerevan (23 de abril, 2015)

Artur Gevorgyan, em armênio Արթուր Գևորգյան, (Erevan, 1 de abril de 1975) é um boxeador armênio.